# شهر پلی فورد
شهر پلی فورد (به انگلیسی: City of Playford) یک منطقهٔ مسکونی در استرالیا است که در استرالیای جنوبی واقع شده‌است.